# Empire Polo Club
Empire Polo Club là một câu lạc bộ polo nằm ở Indio, California, một thành phố nằm trong Thung lũng Coachella thuộc Quận Riverside. Câu lạc bộ cách Palm Springs khoảng 22 dặm về phía đông nam. Khu phức hợp của câu lạc bộ có diện tích 78 mẫu Anh (32 ha). Được thành lập vào năm 1987, nơi đây đã tổ chức các giải đấu polo quốc tế. Sân polo của khu phức hợp được cho thuê hằng năm để tổ chức Coachella Valley Music and Arts Festival và Stagecoach Festival, diễn ra trong ba ngày cuối tuần cuối cùng của tháng 4.